# كارلوس الثالث ملك نافارا
كارلوس الثالث ملك نافارا (1361 - 8 سبتمبر 1425) هو ملك نافارا لُقب بـ نبيل أو الكريم على العكس والده كارلوس الثاني الذي لُقب بالألقاب دنيئة، عهده كان عهد اصطلاحات، بحيث قام تحسين علاقاته مع فرنسا التي كانت متوترة في عهده والده، وأيضا تزوج من شانشا من قشتالة ابنة إنريكي الثاني ملك قشتالة في عام 1375، وذلك وضع حد لـ صراعات بين قشتالة ونافارا.
هو كـ ملك، كانت سياسيته سياسة السلام مع فرنسا وقشتالة وليون وإنجلترا، وأيضا دعم بابوية أفينيون، وأيضا دعم قشتالة في حربها على مملكة غرناطة، وأيضا تخلى عن مزاعمه في شامبانيا وبيري.
أما في بلاطه، أنشئ كورتيس (البرلمان) في عام 1413، وأيضا خلق لقب وريث العرش (أمير فيانا) لحفيده كارلوس في عام 1423، وأيضا كان راعياً للفنون بحيث أنه أشرف على اكمال كاتدرائية بنبلونة التي كانت على طراز القوطي.
أيضا هو شقيق جوانا من نافارا، ملكة إنجلترا قرينة هنري الرابع، توفي في عام 1425، وخلفته ابنته الثانية بلانكا التي نصبت معها زوجها خوان من أراغون ملكاً على نافارا.